# Fire/Jericho
«Fire» y «Jericho» son dos canciones grabadas por la banda británica de música electrónica/rave The Prodigy (ambas fueron lanzadas más tarde bajo el nombre de «Fire/Jericho», el tercer sencillo de la banda el 14 de septiembre de 1992). Alcanzó el puesto número once en la lista de sencillos del Reino Unido.
El sencillo se subtituló «Strangely Limited Edition» debido a que el disco de vinilo de 12 pulgadas se eliminó después de dos semanas. Esto fue para mover el enfoque hacia el lanzamiento del álbum debut, Experience, que siguió unas semanas más tarde. Incluso cuando se relanzó el sencillo, el subtítulo seguía en pie.

## «Fire»
«Fire» presenta el fragmento «I am the god of Hell fire, and I bring you (fire)», extraído del sencillo del mismo nombre del músico británico The Crazy World of Arthur Brown. La muestra vocal de «fire» que sigue a «...I bring you» proviene de «Live Jam» de Daddy Freddy. También presenta la voz «When I was a youth I used to burn collie weed in a Rizla» de la canción «Hard Times» de Pablo Gad.
Liam Howlett comentó en ese momento que, en contraste con la mayoría de la música rave asociada con el éxtasis de las drogas, «Fire» estaba más inspirada en la marihuana, que prevalecía igualmente entre los ravers: «Es una canción que fuma en lugar de una canción rave con sensación de éxtasis. Tiene un toque de reggae, porque quiero vincularlo con toda la onda de fumar, porque al final del día todos los que salen delirando fuman».

## «Jericho»
«Jericho» utiliza una interpolación de la melodía distinta en «Kunta Kinte» de The Revolutionaries. Esta pista también fue remezclada por el grupo británico Genaside II. Su mezcla comienza con una muestra de «Welcome to Paradise» de Front 242, una canción que cita las palabras del predicador estadounidense Pastor Ferell Griswold «Hey poor you don´t have to be poor anymore».

## Video musical de «Fire»
El colaborador frecuente Russell Curtis dirigió un video musical, pero a la banda no le gustó el resultado y permaneció inédito en ese momento. En particular, The Prodigy no estaba satisfecho con la calidad de los gráficos por computadora, a pesar de que había sido, con mucho, su producción de video más cara hasta ese momento (con escenas de la banda sentada alrededor de una fogata filmadas en un paisaje montañoso en Gales). Sin embargo, el video apareció en una compilación de XL llamada The Video Chapter. Debido a su rareza, este video ha sido muy buscado por los fans de la banda. El video musical ahora se puede ver en el canal oficial de YouTube del grupo, o a través del sitio web oficial. El video quedó fuera de su compilación de 2005 Their Law: The Singles 1990-2005.

## Lista de canciones

### XL
| Vinilo 7" |                              |          |  |
| N.º       | Título                       | Duración |  |
| 1.        | «Fire» (Edit)                | 3:21     |  |
| 2.        | «Jericho» (Original Version) | 3:47     |  |

| Vinilo 12" |                               |          |  |
| N.º        | Título                        | Duración |  |
| 1.         | «Fire» (Burning Version)      | 4:42     |  |
| 2.         | «Fire» (Sunrise Version)      | 5:05     |  |
| 3.         | «Jericho» (Original Version)  | 3:47     |  |
| 4.         | «Jericho» (Genaside II Remix) | 5:45     |  |

| Sencillo CD |                               |          |  |
| N.º         | Título                        | Duración |  |
| 1.          | «Fire» (Edit)                 | 3:21     |  |
| 2.          | «Jericho» (Original Version)  | 3:47     |  |
| 3.          | «Fire» (Sunrise Version)      | 5:05     |  |
| 4.          | «Jericho» (Genaside II Remix) | 5:45     |  |

### Elektra
| Sencillo CD |                               |          |  |
| N.º         | Título                        | Duración |  |
| 1.          | «Fire» (Edit)                 | 3:21     |  |
| 2.          | «Jericho» (Original Version)  | 3:47     |  |
| 3.          | «Fire» (Sunrise Version)      | 5:05     |  |
| 4.          | «Jericho» (Genaside II Remix) | 5:45     |  |
| 5.          | «Pandemonium»                 | 4:25     |  |

## Posicionamiento en listas
| Lista (1992)                         | Mejor posición |
| ------------------------------------ | -------------- |
| Unión Europea (European Dance Radio) | 25             |
| UK Singles (OCC)                     | 11             |
| UK Dance (Music Week)                | 1              |